# レオニシス (小惑星)
レオニシス (728 Leonisis) は小惑星帯にある小惑星。ヨハン・パリサがウィーン天文台で発見した。
ドイツ物理学協会 (Physikalischer Verein) の会長だったレオ・ガンス (Leo Gans) と、協会のシンボルであるエジプトの女神イシスに因んで名付けられた。
レオニシスのスペクトルは石質だが、S型小惑星とはやや異なるA型ないしLd型に分類されており、この小惑星をフローラ族の一員に含めて良いかどうかは疑問がある。